# Custar

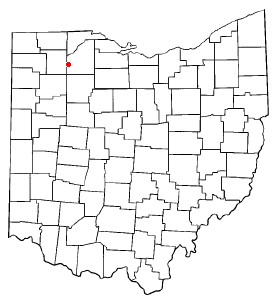
Custar na planie USA

Custar – wieś w USA, w stanie Ohio, w hrabstwie Wood.
W roku 2010, 25,7% mieszkańców było w wieku poniżej 18 lat, 7,2% było w wieku od 18 do 24 lat, 33,5% było od 25 do 44 lat, 22,8% było od 45 do 64 lat, a 10,6% było w wieku 65 lat lub starszych. We wsi było 52,0% mężczyzn i 48,0% kobiet.
Liczba mieszkańców w 2010 roku wynosiła 179.